# Mao Ťin
Mao Ťin (čínsky pchin-jinem Máo Jìn, znaky zjednodušené 毛晋, tradiční 毛晉; 1599–1659), byl čínský nakladatel a spisovatel pozdně mingského a raně čchingského období.

## Jméno
Mao Ťinovo původní vlastní jméno bylo Mao Feng-pao (čínsky pchin-jinem Máo Fèngbāo, znaky zjednodušené 毛凤苞, tradiční 毛鳳苞), později změněno na Mao Ťin, zdvořilostní jméno C’-ťiou (čínsky pchin-jinem zǐjiǔ, znaky 子九) nebo C’-ťin (čínsky pchin-jinem zǐjìn, znaky zjednodušené 子晋, tradiční 子晉), pseudonymy Čchien-caj (čínsky pchin-jinem Qiánzài, znaky zjednodušené 潜在, tradiční 潛在), Jün-chu (čínsky pchin-jinem Yǐnhú, znaky zjednodušené 隐湖, tradiční 隱湖) a Tu-su ťü-š’ (čínsky pchin-jinem Dǔsù jūshì, znaky zjednodušené 笃素居士, tradiční 篤素居士).

## Život
Mao Jin se narodil roku 1599, pocházel z okresu Čchang-šu (常熟, v provincii Ťiang-su). První knihu vydal už v osmnácti letech, k povolání nakladatele se obrátil po neúspěchu v provinčních úřednických zkouškách roku 1627. V následujících letech publikoval Třináct knih (soubor konfuciánské klasiky) s komentáři, soubor dějepisných prací Sedmnáct historií, antologie prózy, poezie a dramatu z chanské až mingské doby.
Soustředil i významnou knihovnu, o 84 tisících ťüanů (ťüan vzdáleně odpovídá svazku či kapitole, původně to byl svitek hedvábí), ve třech křídlech a devíti místnostech. Shromáždil v ní mnoho vzácných sungských a jüanských tisků a rukopisů, které vydával jako reprinty či faksimile. Zvlášť významný je jeho reprint sungského vydání slovníku Šuo-wen ťie-c’ z 2. století. Do knihovny zval ke konzultacím a studiu soudobé učence.
Po zhroucení říše Ming a nástupu Čchingů jeho publikační činnost poklesla. Celkem vydal odhadem přes 800 titulů, podle jiného odhadu přes 600 titulů vytištěných ze 100 tisíc dřevěných desek, přičemž ve svém nakladatelství zaměstnával stovku lidí, včetně čtyř desítek řezbářů dřevěných tiskových desek a skupiny učenců připravujících knihy k vydání.
Zemřel roku 1659.